# Mamichi Tsuda
Le Baron Mamichi Tsuda (津田真道, 25 juillet 1829 - 3 septembre 1903) était un homme d'état et un juriste de l'ère Meiji au Japon.

## Jeunesse
Tsuda est né dans une famille samouraï du domaine de Tsuyama (aujourd'hui dans la préfecture d'Okayama). Il a étudié le rangaku avec Gempo Mitsukuri et la science militaire avec Shōzan Sakuma. Il est devenu enseignant à l'institut de Bansho Shirabesho du Bakufu des Tokugawa pour l'étude de la science et de la technologie occidentales. En 1862, il fut choisi, avec Amane Nishi, par le gouvernement pour aller étudier les sciences politiques, le droit constitutionnel, et l'économie occidentales aux Pays-Bas. Ils sont partis en 1863 accompagné d'un médecin hollandais nommé J. L. C. Pompe van Meerdervoort, qui avait fondé la première école de médecine occidentale à Nagasaki.
Les deux étudiants japonais ont suivi les cours du professeur Simon Vissering, qui leur a enseigné l'économie politique, les statistiques et l'histoire diplomatique à l'université de Leyde. Ils sont devenus amis avec Vissering qui connaissait l'amitié de longue date entre le Japon et les Pays-Bas via Dejima. Il estimait que la soif de connaissances de ces étudiants les ferait participer de manière significative à la modernisation de leur pays. Vissering était un membre de la loge No 7 de La Vertu et les a initié à la franc-maçonnerie, dont ils sont devenus les premiers membres japonais le 20 octobre 1864.

## Carrière gouvernementale
Après son retour au Japon en 1868, Tsuda a écrit le Kaisei Kokuho ron (sur le Droit occidental), qui fut le premier livre en japonais sur ce sujet. Il a été recruté par le récent gouvernement de Meiji et a aidé à la première codification des lois japonaises. En 1869, il a rédigé les premières lois du Japon qui interdisaient le trafic d'êtres humains, et le nouveau code de droit national qui fut promulgué en 1870. En 1871, il aida le ministère étranger dans les négociations avec la dynastie Qing de Chine et a accompagné Date Munenari à Pékin. Il a également été membre du Genrōin ("Chambre des Anciens") et de la Chambre des pairs après les élections législatives japonaises de 1890. Tsuda était également un membre du Meirokusha, et a rédigé de nombreux articles pour le journal de cette société intellectuelle.
Il a été anobli du titre de danshaku (baron) selon le système nobiliaire du kazoku.